# Vera Hjelt
Vera Augusta Hjelt, född 13 augusti 1857 i Åbo, död 23 april 1947 i Helsingfors, var en finlandssvensk lärare, yrkesinspektör och politiker. 
Vera Hjelt var dotter till rektor Karl Vilhelm Hjelt och Augusta Charlotta von Pfaler. Efter studier vid Ekenäs seminarium och slöjdlärarexamen på Nääs slöjdlärseminarium var Hjelt 1884–1903 verksam som lärare vid olika läroverk och folkskolor i Helsingfors. Hon var en pionjär inom slöjdundervisningen och patenterade en bärbar hyvelbänk 1886. Hon grundade Vera Hjelts Ångsågs- och snickerifabrik i Åggelby i Helsingfors för att tillverka slöjdmodeller, pulpeter och bärbara hyvelbänkar. Där tillverkades också möbler, och den blev första fabriken i världen att tillverka trähus. Bland övriga produkter kan nämnas inredningen till Kansallis-Osake-Pankkis banklokal i Helsingfors. Fabriken stängdes efter en brand år 1893.
Efter att ha lämnat läraryrket blev hon Finlands första kvinnliga yrkesinspektör. År 1909 grundade hon den permanenta arbetarskyddsutställningen, vilken förstatligades 1911. Hon slutade som yrkesinspektör 1918 och var föreståndare för nämnda arbetarskyddsutställning 1918–1931. 
Hjelt representerade Svenska folkpartiet i Finlands lantdag 1908–1917. Hon tillhörde socialutskottet och verkade där särskilt för förbättrade arbetsförhållanden för kvinnor. Hon sammanfattade sina erfarenheter av arbetarskydd i Arbetarskydd mot olycksfall och ohälsa (1939). Hon fick intendents titel som första i Finland år 1930.

## Verk
- Slöjdläraren för de små: Afbildningar och anvisningar vid träslöjd för åldersklassen 6–10 år (1886)[8]
- Qvinnan på de praktiska arbetsområdena (1888)
- Mellan läxan och leken: Sagor och berättelser (1894)
- Undersökning af nålarbeterskornas yrkesförhållanden i Finland (1908)
- Undersökning af yrkesarbetares lefnadsvillkor i Finland 1908–1909 (1911)
- Medborgarkunskap (1915)
- Socialmuseum: 20-årsberättelse. Utställningen för arbetarskydd och välfärd. 1909–1929 (1930)
- Arbetsskydd mot olycksfall och ohälsa (1939)